# Henri Atlan
Pour les articles homonymes, voir Atlan.
Henri Atlan, né le 27 décembre 1931 à Blida en Algérie, est un médecin biologiste, philosophe et écrivain français.
De 1983 à 2000, il est membre du Comité consultatif national d'éthique (CCNE) en France pour les sciences de la vie et de la santé. 
Ancien chef de service à l'hôpital de l’Hôtel-Dieu à Paris. Il est aussi professeur émérite de biophysique, fondateur et ancien directeur du centre de recherche en biologie humaine de l'hôpital universitaire d'Hadassah, à Jérusalem, et directeur d'études en philosophie de la biologie à l'École des hautes études en sciences sociales (EHESS).

## Aperçu biographique
Il est le fils de Benjamin Atlan et de Anna (Chiche) Atlan.
Il étudie à l'école Gilbert-Bloch d'Orsay, fondée par Robert Gamzon, qui se propose d'aider les jeunes juifs traumatisés par la guerre et la Shoah à reconstruire leur identité juive par l'étude de l'histoire juive et du Talmud. Il y rencontre Liliane Cohen qu'il épouse en 1952 et avec qui il aura deux enfants, Mireille et Michaël,. Après son divorce d'Henri Atlan en 1977, Liliane Atlan (1932-2011) garde son nom.
En 1958, il obtient son doctorat en médecine à Paris et, en 1971, un doctorat d'État des sciences à l'université Paris-VII.
Le 7 juillet 1977, il épouse Béla Kohn (2 avril 1940, Francfort-sur-le-Main-29 avril 2021),, psychanalyste. 
Il a rédigé une thèse de doctorat soutenue en décembre 2017 Spinoza et la biologie actuelle et conclue par la rédaction d'un ouvrage édité en 2018.

## Centres d’intérêts et de recherche

### Complexité et auto-organisation
Henri Atlan est l'un des pionniers des théories de la complexité et de l'auto-organisation du vivant,.

### Philosophie
Dans son ouvrage Cours de philosophie biologique et cognitiviste, Henri Atlan s'attache à démontrer la modernité de la réflexion de Baruch Spinoza en matière de biologie et de neurosciences, notamment autour du concept de vivant 
« Pour Spinoza, il n'y a pas de finalités dans la nature, il n'y a en réalité que des déterminismes produits par des causes efficientes ; la notion de causes finales dans la nature, c'est pour lui, comme pour nous aujourd'hui, une projection anthropomorphique qui est la source de toutes les confusions possibles, non seulement du point de vue de la philosophie des sciences, mais aussi de l'éthique, des comportements humains, etc. Selon lui, le déterminisme met à l'endroit l'ordre de la nature, qui était renversé par le fait de considérer qu'elle met en œuvre des moyens en vue de fins utiles aux hommes. »
L'auteur rappelle que pour Spinoza Matière et Pensée c'est une seule et même Substance mais exprimée de deux manières différentes. « Avec une conséquence : puisque c'est la même chose, il ne peut pas y avoir de relation de cause à effet, c'est-à-dire que le corps ne peut pas produire des idées, et les idées ne peuvent pas produire des mouvements du corps. Or ceci est totalement contre-intuitif, parce que nous faisons tous les jours des expériences du contraire. » La découverte de mécanismes et de modèles d'auto-organisation - par exemple : l'émergence, à un niveau global d'organisation, de propriétés qualitativement différentes de celles des constituants pris individuellement - leur caractère mécanique, et la continuité entre vivant et non-vivant, entre conscient et non conscient, tous faits d'une même substance confirment le propos de Spinoza. « C'est là que la solution originale, radicalement moniste, qu'apporte Spinoza au problème corps-esprit est précieuse, bien que moins évidente pour le sens commun et les idées reçues. »
« Spinoza insiste pour remettre le vivant, y compris l'humain, dans le reste de la nature, sans pour autant ignorer les différences de degrés d'aptitudes entre des espèces d'individus faits de corps plus ou moins composés, et plus ou moins complexes. »

### Éthique
Soulevant les problèmes fondamentaux qui concernent la vie et la science, savant et philosophe, spécialiste de Spinoza, Atlan met en regard plusieurs disciplines comme la science, les textes bibliques, mythologiques, talmudiques, la philosophie, etc. Ses travaux interrogent la nature complexe des relations entre la science et l'éthique, de même que la compatibilité entre une pensée scientifique souvent déterministe et la compréhension des complexités, source continue d'indéterminismes. Sa pensée contribue notamment à éclairer les questions de société que soulèvent le clonage, les découvertes récentes sur les prions, ou la biologie du développement.

### Conseil de la création artistique
En février 2009, il est nommé au Conseil de la création artistique par Marin Karmitz à la demande de Nicolas Sarkozy.

## Controverse
Henri Atlan a apporté son soutien aux thèses climato-sceptiques, critiquant notamment l'incertitude des prévisions des climatologues et le peu de fiabilité de leurs modèles.  Son article, dénonçant la « religion de la catastrophe », a fait l'objet de critiques de la part de scientifiques spécialistes des problématiques climatiques.

## Publications
- L'Organisation biologique et la Théorie de l'information, Hermann, Paris, 1972, (rééd. 1992).
- Entre le cristal et la fumée, Seuil, Paris, 1979.
- À tort et à raison : intercritique de la science et du mythe, Seuil, Paris, 1986 (Prix Psyché 1987).
- Tout, non, peut-être : éducation et vérité, Seuil, Paris, 1991.
- Questions de vie : entre le savoir et l'opinion, entretiens recueillis par C. Bousquet, Seuil, Paris, 1994.
- La Fin du tout génétique ? Nouveaux paradigmes en biologie, INRA Éditions, Paris, 1999.
- avec Marc Augé, Mireille Delmas-Marty, Roger-Pol Droit et Nadine Fresco, Le Clonage humain, Seuil, Paris, 1999.
- Les Étincelles de hasard, tome I : Connaissance spermatique, Seuil, Paris, 1999.
- La science est-elle inhumaine ? Essai sur la libre nécessité, Bayard, Paris, 2002.
- Les Étincelles de hasard, tome 2 : Athéisme de l'écriture, Seuil, Paris, 2003.
- U.A., l'utérus artificiel, Seuil, Paris, 2005.
- collectif, Le Monde s'est-il créé tout seul ?, points de vue contradictoires sur l'origine de l'Univers, interviews par Patrice Van Eersel de Trinh Xuan Thuan, Ilya Prigogine, Albert Jacquard, Joël de Rosnay, Jean-Marie Pelt et Henri Atlan, édition Clés / Albin Michel, 2006
- Des embryons et des hommes, avec Mylène Botbol-Baum, PUF, Paris, 2007.
- Les frontières de l'humain, avec Frans de Waal, Le Pommier, 2007, 110 p.
- La philosophie dans l'éprouvette, conversation avec Pascal Goblot, Bayard, Paris, 2010, 174 p.
- De la fraude : le monde de l'onaa, Seuil, Paris, 2010.
- Le Vivant Post-Génomique ou qu'est-ce que l'auto-organisation ?, Odile Jacob, 2011.
- Croyances, comment expliquer le monde ?, Autrement, 2014.
- Henri Atlan (préf. Pierre Macherey), Cours de philosophie biologique et cognitiviste : Spinoza et la biologie actuelle, Paris, Odile Jacob, 2018, 640 p. (ISBN 978-2-7381-4349-5).

## Filmographie
- Pascal Goblot, Ainsi la vie, rencontre avec Henri Atlan, documentaire, 57 minutes, Le Miroir 2012. Édité en dvd et accessible en VOD par Après éditions.